# Katherine Bates
Katherine Linsey Bates –conhecida como Kate Bates– (Sydney, 18 de maio de 1982) é uma desportista australiana que competiu no ciclismo na modalidade de pista, especialista nas provas de perseguição individual e pontuação; ainda que também disputou carreiras de rota.
Ganhou sete medalhas no Campeonato Mundial de Ciclismo em Pista entre os anos 2001 e 2011.
Participou em dois Jogos Olímpicos de Verão, em Atenas 2004 ocupou o 4.º lugar em perseguição individual e o 8.º em pontuação, e em Pequim 2008 o 6.º em pontuação.

## Medalheiro internacional
| Campeonato Mundial | Campeonato Mundial            | Campeonato Mundial | Campeonato Mundial     |
| Ano                | Lugar                         | Medalha            | Competição             |
| ------------------ | ----------------------------- | ------------------ | ---------------------- |
| 2001               | Antuérpia ( Bélgica)          | Medalha de prata   | Pontuação              |
| 2002               | Ballerup ( Dinamarca)         | Medalha de bronze  | Perseguição individual |
| 2005               | Los Angeles ( Estados Unidos) | Medalha de prata   | Perseguição individual |
| 2005               | Los Angeles ( Estados Unidos) | Medalha de prata   | Scratch                |
| 2005               | Los Angeles ( Estados Unidos) | Medalha de bronze  | Pontuação              |
| 2007               | Palma de Mallorca ( Espanha)  | Medalha de ouro    | Pontuação              |
| 2011               | Apeldoorn ( Países Baixos)    | Medalha de prata   | Scratch                |

## Palmarés em pista
- 2002
  - Medalha de ouro aos Jogos da Commonwealth em Pontuação
- 2005
  - Campeã da Austrália em Perseguição 
  - Campeã da Austrália em Pontuação 
  - Campeã da Austrália em Scratch
- 2006
  - Medalha de ouro aos Jogos da Commonwealth em Pontuação
  - Campeã da Austrália em Pontuação 
  - Campeã da Austrália em Scratch
- 2007
  - Campeã do mundo em Pontuação
- 2010
  - Campeã de Oceania em Scratch
  - Campeã de Oceania em Perseguição por equipas (com Sarah Kent e Josephine Tomic)

### Resultados àCopa do Mundo em pista
- 2001
  -     - 1.ª na Classificação geral, em Pontuação
- 2003
  -     - 1.ª em Moscovo, em Perseguição
- 2004
  -     - 1.ª em Manchester, em Perseguição
    - 1.ª em Manchester, em Pontuação
- 2004-2005
  -     - 1.ª na Classificação geral e à prova de Manchester, em Scratch
    - 1.ª em Manchester, em Perseguição
    - 1.ª em Manchester, em Pontuação
- 2005-2006
  -     - 1.ª em Manchester, em Perseguição
- 2006-2007
  -     - 1.ª em Sydney, em Pontuação
- 2010-2011
  -     - 1.ª em Melbourne, em Perseguição por equipas

## Palmarés em estrada
- 2003
  - 1a no Geelong Tour
- 2004
  - Vencedora de uma etapa à Volta a Castela e Leão
- 2006
  - Campeã da Austrália em estrada
  - Vencedora de uma etapa ao Tour do Grande Montreal
  - Vencedora de uma etapa ao Tour do Euregio Ladies Tour
  - Vencedora de uma etapa ao Tour do Bay Classic
- 2007
  - 1a na Bay Classic e vencedora de 2 etapas
- 2008
  - Vencedora de uma etapa ao Tour do Bay Classic